# Philodendron pinnatifidum
Philodendron pinnatifidum là một loài thực vật có hoa trong họ Ráy (Araceae). Loài này được (Jacq.) Schott miêu tả khoa học đầu tiên năm 1829.

## Hình ảnh

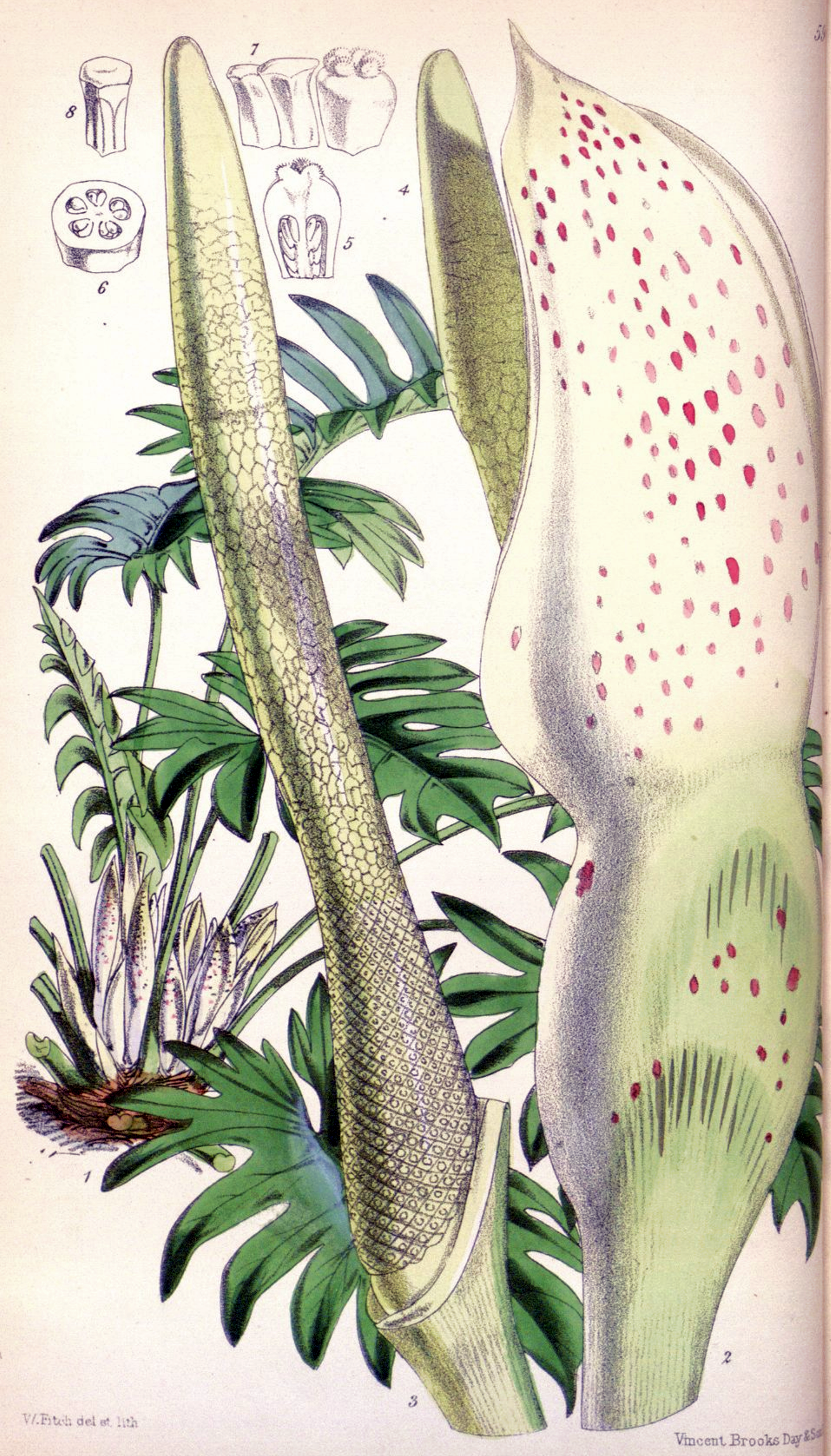